# Clarissa dos Santos
Pour les articles homonymes, voir dos Santos.
Clarissa dos Santos, née le 10 mars 1988 à Rio de Janeiro, dans l'État de Rio de Janeiro au Brésil, est une joueuse brésilienne de basket-ball. Elle évolue au poste de pivot.

## Biographie
En 2015 comme en 2016, elle joue en WNBA pour le Sky de Chicago.
En mai 2016, Bourges annonce sa signature pour la saison LFB 2017. Elle s'y intègre vite avec 18 points à 7/10 aux tirs, et 10 rebonds pour 27 d'évaluation en 26 minutes de jeu lors de la victoire 74 à 60 face à Lyon pour la septième journée de LFB, puis 33 points avec 14 sur 18 aux tirs, 12 rebonds dont 9 offensifs et 7 fautes provoquées pour une évaluation de 46 en 28 minutes de jeu le 5 décembre face à Nantes, soit le nouveau meilleur total de points de la saison. Elle remporte la Coupe de France 2017 face à Charleville en inscrivant 26 points à 11/13 et 6 rebonds pour 34 d'évaluation en 29 minutes, ce qui lui vaut d'être élue meilleure joueuse de la rencontre . Pour la saison LFB 2019, elle s'engage avec Lyon ASVEL après une année 2018 réussie à 14,1 points à 54 % de réussite aux tirs et 10 rebonds pour 19,9 d'évaluation de moyenne avec Charleville.
Elle démarre la saison 2020-2021 en Turquie à Izmit Belediyespor pour 11,8 points et 11,3 rebonds puis rejoint Villeneuve-d'Ascq pour suppléer la blessure de Djéné Diawara.
Elle signe pour la saison suivante avec Basket Landes mais blessée, elle ne peut pas prendre part qu'à deux journées de LFB.

## Équipe nationale
Elle dispute le tournoi olympique à Rio mais ne peut empêcher trois défaites consécutives de son équipe malgré notamment 17 points, 11 rebonds et 4 passes décisives face à la Biélorussie.

## Palmarès
- Vainqueur du Championnat des Amériques 2011
- 3e du Jeux panaméricains de 2011
- Coupe de France 2017[6].
- Championne de France : 2018-19[11]
- Match des champions : 2019[12]